# ناحیه شیموینا، ناگانو

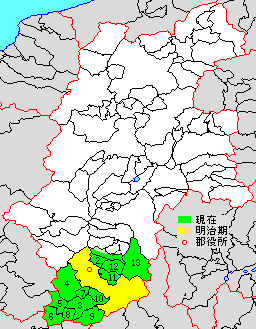

ناحیه شیموینا، ناگانو (به ژاپنی: 下伊那郡, Shimoina-gun)، یکی از شهرستان‌های ژاپن است که در جنوب استان ناگانو در ژاپن واقع شده است.